# 前川美奈
前川 美奈（まえかわ みな、1987年2月4日 - ）は、日本のタレント。
和歌山県出身。ホリプロ大阪所属。
2004年、HOP CLUBのオーディションに合格しデビュー。2005年にはミスマガジンのベスト16まで残ったが、ファイナル進出はならなかった。

## 人物
- 3人兄妹の2番目で、兄と弟がいる[2]。
- 特技はテニス。中学時代は部活でキャプテンを務めていた。
- モーニング娘。のファンで、ライブに何度か行ったことがある。元メンバーの中では高橋愛推し[3]。また、濱中おさむが阪神タイガースの現役選手だった時代には、同じ和歌山県出身である縁から濱中の大ファンでもあった。
- 2006年からは、『いざゆけ八木裕!』（MBSラジオ）のアシスタントへ起用されたことをきっかけに、在阪ラジオ局の競馬中継やスポーツ情報番組へたて続けにレギュラー出演。オリックス・バファローズの応援・情報番組『これぞ!Bs魂 〜気になるオリックス・バファローズ〜』（ABCラジオ、2013年4月1日から「これぞ!Bs魂」として『Monday! SPORTS - JAM』に内包）のパーソナリティに起用されてからは、同球団の選手・関係者に取材したり、同球団のイベントに出演・参加したりすることが多い。濱中は、2011年末の現役引退後に、朝日放送の野球解説者として同番組で数回にわたって前川と共演している。
- 2013年10月2日に、1歳年上の一般男性と入籍。同月10日付の公式ブログで、その旨を公表した[4]。

## 出演

### ラジオ
- いざゆけ八木裕!（2006年11月6日 - 2007年11月5日、MBSラジオ）アシスタント
- OBCドラマティック競馬（2007年9月 - 、ラジオ大阪）パドックリポーター[5]
- HOP CLUBのHOP・STEP・Music（2007年12月 - 2008年3月、ラジオ大阪）
- これぞ!Bs魂 〜気になるオリックス・バファローズ〜（2010年4月 - 2013年3月  、ABCラジオ）Ustream.tv配信あり、アシスタント
- Monday! SPORTS - JAM（2013年4月 -  2013年11月25日 、ABCラジオ）Ustream.tv配信あり、MC

### バラエティ
- 南海パラダイス!（2005年7月 - 2007年9月、関西テレビ） - newnewメンバー
- ビーバップ!ハイヒール（2006年11月 - 、朝日放送） - 不定期ゲスト
  - （2006年11月2日）
  - （2007年4月5日）
  - （2007年5月17日）
  - （2007年9月13日）
  - ハテナの自由研究 メシ-1グランプリPart9（2007年11月8日）
- たかじんTV非常事態宣言（9月15日、よみうりテレビ）テーマ「グラビア界メッタ斬りお色気ポーズ女王（秘）話」

### その他のテレビ番組
- ブレイザーズTV（2006年11月15日 - 、J:COM堺） - アシスタント[6]
- @あっと!テレわか（2007年4月3日 - 2008年3月、テレビ和歌山） - レギュラー
- ビジネス新伝説 ルソンの壺（2009年2月、NHK大阪放送局） - リポーター
- ホップ!ステップ!シャンプー!（2009年 - 、朝日放送） - リポーター
- 土曜はドキドキ（2011年10月 - 、北陸朝日放送） - リポーター

## DVD
- もっとミーナ（2008年3月19日発売・イーネット・フロンティア）